# Puente de Fátima
Puente de Fátima är en ort i Mexiko.   Den ligger i kommunen Pihuamo och delstaten Jalisco, i den södra delen av landet, 400 km väster om huvudstaden Mexico City. Puente de Fátima ligger 408 meter över havet och antalet invånare är 129.
Terrängen runt Puente de Fátima är kuperad norrut, men söderut är den bergig. Puente de Fátima ligger nere i en dal. Runt Puente de Fátima är det glesbefolkat, med 18 invånare per kvadratkilometer. Närmaste större samhälle är Pihuamo, 12,2 km norr om Puente de Fátima. I omgivningarna runt Puente de Fátima växer huvudsakligen savannskog.